# 웅골리안트
웅골리안트(Ungoliant)는 거미의 형태의 악한 귀신으로 묘사되는 톨킨의 중간계전설에서 나타난 가상인물이다. 그녀는 반지의 제왕에서 간략하게 언급하고, 실마릴리온에서 지원하는 역할을 담당하고 있다. 톨킨의 작품에서 그녀는 톰 봄바딜과 함께 기원이 불분명한 등장인물 중 하나이다.

## 이름
웅골리안트는 신다린 언어로 '검은 거미'를 의미하고, 그것은 퀘냐의 Ungwë liantë의 번역어다. 그녀는 또한 퀘냐로 Gwerlum, 신다린으로 Wirilomë으로 알려져 있다.

## 소설 속 역사
웅골리안트는 악의 발라 멜코르를 도와 발리노르의 두 나무의 수액을 빨아먹어 세계의 빛을 꺼버렸고, 바르다의 우물을 뽑아 그 빛이 페아노르의 실마릴 내에서만 지속되게 만들었다. 웅골리안트는 멜코르의 보물들을 가로채려고 시도하였고, 결국에는 멜코르가 쥔 실마릴까지 빼앗으려고 하였다. 멜코르가 이에 반발하자 그를 거미줄로 묶어버렸다. 멜코르는 공포와 강도의 외침을 외쳤고, 발로그들이 불꽃들의 채찍으로 웅골리안트를 쫓아내어 웅골리안트는 벨레리안드의 에레드 고르고로스로 달아났다. 이후 그녀는 반지의 제왕의 쉴로브의 먼 조상이 되었다.